# Stripe
Stripe es una compañía tecnológica. Su software permite a individuos y negocios recibir pagos por internet. Proporciona la infraestructura técnica, de prevención de fraude y bancaria necesaria para operar sistemas de pago en línea.

## Historia
Los emprendedores irlandeses John y Patrick Collison fundaron Stripe en 2010. En junio de 2010, Stripe recibe seed funding de Y Combinator, un acelerador de startups. En mayo de 2011, Stripe recibe $2 millones de inversión de los venture capitalists Peter Thiel, Sequoia Capital, y Andreessen Horowitz. En febrero de 2012, Stripe recibió 18 millones de dólares de inversión Seria A dirigida por Sequoia Capital, a una valoración de 100 millones de dólares. Stripe comenzó a operar en septiembre de 2011 después de una beta privada extensa. Menos de un año después de su lanzamiento público, Stripe recibió una inversión Serie B de 20 millones de dólares En marzo de 2013, Stripe adquirió la aplicación de chat y gestión de tareas Kick-off.
En 2016, la valoración de Stripe sobrepasó los $9 mil millones cuando recaudó 150 millones de dólares en una ronda de financiación. En la siguiente ronda de financiación, en septiembre de 2018, Stripe recibió una valoración de 20 mil millones de dólares, recibiendo una inversión de 245 millones de dólares.

### Producto y desarrollo de servicios

#### Logística de pago
Stripe proporciona APIs que los desarrolladores de webs pueden utilizar para integrar procesamiento de pago en sus sitios web y aplicaciones móviles. En abril de 2018, la compañía lanzó herramientas antifraude que funcionan en paralelo a las APIs de pagos para bloquear transacciones fraudulentas.
La compañía expandió sus servicios para incluir un producto de cobros para negocios en línea. El nuevo servicio, opera dentro de la plataforma de Stripe, permitiendo a negocios gestionar suscripciones y recibos.

#### Atlas
El 24 de febrero de 2016 la compañía lanzó la plataforma Atlas que permite a startups incorporarse más fácilmente en los EE. UU. La plataforma originalmente requería invitación. En marzo de 2016, Cuba fue añadida a la lista de países cubiertos bajo el programa. Atlas fue relanzado con mejoras al año siguiente. En abril de 2017, Atlas había conseguido incorporar más de 200 startups internacionales.
El 30 de abril de 2018 la compañía anunció una expansión de Atlas. La actualización de Atlas incluyó la capacidad de abrir compañías de responsabilidad limitada basadas en Delaware.

#### Issuing
En julio de 2018, Stripe lanzó una plataforma que permite a compañías para emitir tarjetas de crédito del Visa y Mastercard, disponibles en beta privada.

#### Terminal
El 17 de septiembre de 2018, Stripe anunció una nueva solución para los puntos de venta llamada Terminal, inicialmente publicada como beta bajo invitación. El servicio ofrece lectores de tarjetas físicos diseñados para funcionar con Stripe. Terminal cuenta con SDKs para iOS, Javascript, y próximamente Android .